# Jakob Bonggren
Olof Jakob Bonggren, född 7 oktober 1854 i Håbols socken, Älvsborgs län, död 1940, var en svensk-amerikansk publicist och författare.
Efter några års tjänstgöring vid postverket och utvandrade Bonggren 1882 till USA. Han var där anställd vid tidningen Svenska Amerikanaren, 1888-1908 som dess huvudredaktör. 
Bonggren publicerade i Sverige ett par mot läseriet riktade skrifter och en diktsamling. I USA utgav han en diktsamling och flera teosofiska småskrifter. Han medverkade i pressen med flera omfattande artikelserier, främst i litteraturhistoriska och ockulta ämnen.

### Redaktörskap
- Bläckfisken. [Chicago]: [s.n.]. 1920. Libris 510793
- Linnæa : poetiskt album af svensk-amerikanska publicister i Chicago. [Rock Island, Ill.]: [Lutheran Augustana Book Concern]. 1887. Libris 486507